# Lukas Klitten
Lukas Sparre Klitten (Aalborg, 1º maggio 2000) è un calciatore danese, difensore dell'Hobro.

## Caratteristiche tecniche
È un terzino sinistro.

## Carriera
Cresciuto nel settore giovanile dell'Aalborg, debutta in prima squadra il 5 maggio 2019 giocando il match di Superligaen perso 1-0 contro l'Aarhus.
Il 18 giugno 2021 si trasferisce ufficialmente in Italia, al Frosinone, con cui firma un contratto fino al 30 giugno 2025.
Il 4 luglio 2022 viene ceduto in prestito al Silkeborg.
A fine stagione non viene riscattato dal club, facendo così ritorno ai ciociari. Il 31 agosto 2023 risolve ufficialmente il proprio contratto con i giallazzurri.

## Statistiche

### Presenze e reti nei club
Statistiche aggiornate al 15 maggio 2022.
| Stagione         | Squadra          | Campionato       | Campionato | Campionato | Coppe nazionali | Coppe nazionali | Coppe nazionali | Coppe continentali | Coppe continentali | Coppe continentali | Altre coppe | Altre coppe | Altre coppe | Totale | Totale | Totale |
| Stagione         | Squadra          | Comp             | Pres       | Reti       | Comp            | Pres            | Reti            | Comp               | Pres               | Reti               | Comp        | Pres        | Reti        | Pres   | Reti   |        |
| ---------------- | ---------------- | ---------------- | ---------- | ---------- | --------------- | --------------- | --------------- | ------------------ | ------------------ | ------------------ | ----------- | ----------- | ----------- | ------ | ------ | ------ |
| 2018-2019        | Aalborg          | SL               | 3          | 0          | CD              | 0               | 0               |                    | -                  | -                  |             | -           | -           | 3      | 0      |        |
| 2019-2020        | Aalborg          | SL               | 11         | 0          | CD              | 1               | 0               |                    | -                  | -                  |             | -           | -           | 12     | 0      |        |
| 2020-2021        | Aalborg          | SL               | 14         | 0          | CD              | 1               | 0               |                    | -                  | -                  |             | -           | -           | 15     | 0      |        |
| Totale Aalborg   | Totale Aalborg   | Totale Aalborg   | 28         | 0          |                 | 2               | 0               |                    | -                  | -                  |             | -           | -           | 30     | 0      |        |
| 2021-2022        | Frosinone        | B                | 0          | 0          | CI              | 0               | 0               | -                  | -                  | -                  | -           | -           | -           | 0      | 0      |        |
| 2022-2023        | Silkeborg        | SL               | 6+3        | 0          | CD              | 2               | 0               |                    | -                  | -                  |             | -           | -           | 11     | 0      |        |
| 2023-2024        | Frosinone        | A                | 0          | 0          | CI              | 0               | 0               |                    | -                  | -                  |             | -           | -           | 0      | 0      |        |
| Totale Frosinone | Totale Frosinone | Totale Frosinone | 0          | 0          |                 | 0               | 0               |                    | -                  | -                  |             | -           | -           | 0      | 0      |        |
| Totale carriera  | Totale carriera  | Totale carriera  | 37         | 0          |                 | 4               | 0               |                    | -                  | -                  |             | -           | -           | 41     | 0      |        |